# Spline centrípeto de Catmull-Rom

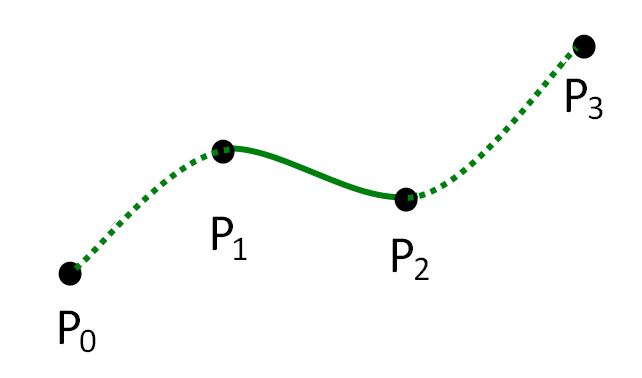
Interpolación con cuatro puntos dados realizada con el spline de Catmull-Rom

En computación gráfica, el spline centrípeto de Catmull-Rom es una variante del interpolador cúbico de Hermite, formulada originalmente por Edwin Catmull y Raphael Rom, que puede calcularse utilizando un algoritmo recursivo propuesto por Barry y Goldman. Es un tipo de spline de interpolación definido por cuatro puntos de control {\displaystyle \mathbf {P} _{0},\mathbf {P} _{1},\mathbf {P} _{2},\mathbf {P} _{3}} (por los que pasa), pero con la curva dibujada solo de {\displaystyle \mathbf {P} _{1}} a {\displaystyle \mathbf {P} _{2}}.

## Definición

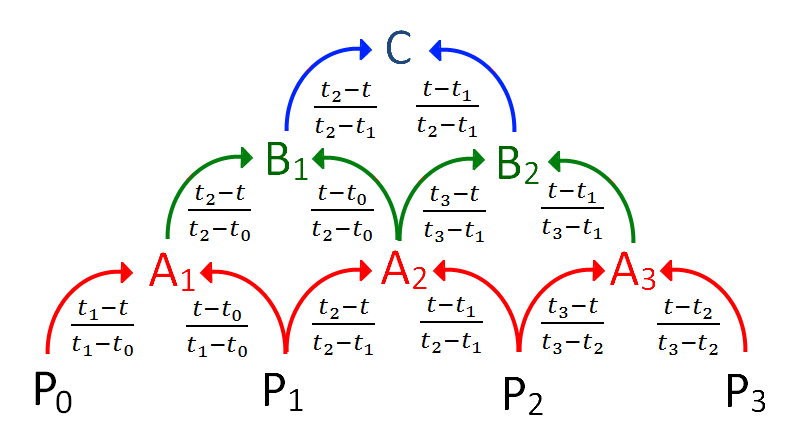
Formulación piramidal de Barry y Goldman

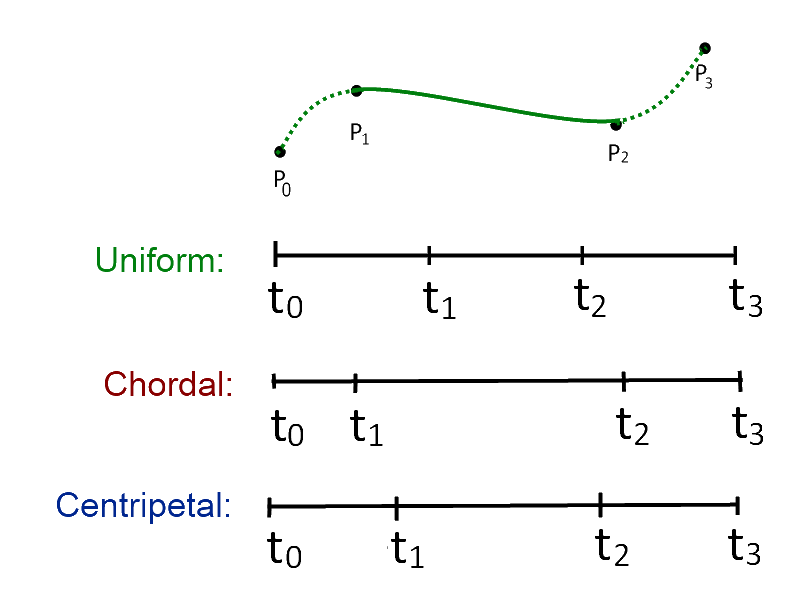
Parametrización de nodos para el algoritmo de Catmull-Rom

Animación gif para la parametrización uniforme, centrípeta y cordal del spline de Catmull-Rom, dependiendo del valor de α

Sea {\displaystyle \mathbf {P} _{i}=[x_{i}\quad y_{i}]^{T}} un punto. Para un segmento de curva {\displaystyle \mathbf {C} } definido por los puntos {\displaystyle \mathbf {P} _{0},\mathbf {P} _{1},\mathbf {P} _{2},\mathbf {P} _{3}} y la secuencia de nodos {\displaystyle t_{0},t_{1},t_{2},t_{3}}, el spline centrípeto de Catmull-Rom se puede generar mediante:
{\displaystyle \mathbf {C} ={\frac {t_{2}-t}{t_{2}-t_{1}}}\mathbf {B} _{1}+{\frac {t-t_{1}}{t_{2}-t_{1}}}\mathbf {B} _{2}}
donde
{\displaystyle \mathbf {B} _{1}={\frac {t_{2}-t}{t_{2}-t_{0}}}\mathbf {A} _{1}+{\frac {t-t_{0}}{t_{2}-t_{0}}}\mathbf {A} _{2}}
{\displaystyle \mathbf {B} _{2}={\frac {t_{3}-t}{t_{3}-t_{1}}}\mathbf {A} _{2}+{\frac {t-t_{1}}{t_{3}-t_{1}}}\mathbf {A} _{3}}
{\displaystyle \mathbf {A} _{1}={\frac {t_{1}-t}{t_{1}-t_{0}}}\mathbf {P} _{0}+{\frac {t-t_{0}}{t_{1}-t_{0}}}\mathbf {P} _{1}}
{\displaystyle \mathbf {A} _{2}={\frac {t_{2}-t}{t_{2}-t_{1}}}\mathbf {P} _{1}+{\frac {t-t_{1}}{t_{2}-t_{1}}}\mathbf {P} _{2}}
{\displaystyle \mathbf {A} _{3}={\frac {t_{3}-t}{t_{3}-t_{2}}}\mathbf {P} _{2}+{\frac {t-t_{2}}{t_{3}-t_{2}}}\mathbf {P} _{3}}
y
{\displaystyle t_{i+1}=\left[{\sqrt {(x_{i+1}-x_{i})^{2}+(y_{i+1}-y_{i})^{2}}}\right]^{\alpha }+t_{i}}
en el que {\displaystyle \alpha } va de 0 a 1 para la parametrización de los nodos, y {\displaystyle i=0,1,2,3} con {\displaystyle t_{0}=0}. Para el spline centrípeto de Catmull-Rom, el valor de {\displaystyle \alpha } es {\displaystyle 0.5}. Cuando {\displaystyle \alpha =0}, la curva resultante es el spline uniforme de Catmull-Rom estándar; y cuando {\displaystyle \alpha =1}, el resultado es el spline cordal de Catmull-Rom.
Al conectar {\displaystyle t=t_{1}} a las ecuaciones del spline {\displaystyle \mathbf {A} _{1},\mathbf {A} _{2},\mathbf {A} _{3},\mathbf {B} _{1},\mathbf {B} _{2},} y {\displaystyle \mathbf {C} } se muestra que el valor de la curva en {\displaystyle t_{1}} es {\displaystyle \mathbf {C} =\mathbf {P} _{1}}. De manera similar, sustituir {\displaystyle t=t_{2}} en las ecuaciones spline muestra que {\displaystyle \mathbf {C} =\mathbf {P} _{2}} en {\displaystyle t_{2}}. Esto es cierto independientemente del valor de {\displaystyle \alpha }, ya que la ecuación de {\displaystyle t_{i+1}} no es necesaria para calcular el valor de {\displaystyle \mathbf {C} } en los puntos {\displaystyle t_{1}} y {\displaystyle t_{2}}.

Segmento de spline de Catmull-Rom centrípeto en 3D

La extensión a puntos 3D se logra simplemente considerando {\displaystyle \mathbf {P} _{i}=[x_{i}\quad y_{i}\quad z_{i}]^{T}} respecto a un punto 3D genérico {\displaystyle \mathbf {P} _{i}} y
{\displaystyle t_{i+1}=\left[{\sqrt {(x_{i+1}-x_{i})^{2}+(y_{i+1}-y_{i})^{2}+(z_{i+1}-z_{i})^{2}}}\right]^{\alpha }+t_{i}}

## Ventajas
El spline centrípeto de Catmull-Rom tiene varias propiedades matemáticas deseables en comparación con la formulación original y otros tipos de splines de Catmull-Rom. En primer lugar, no formará un bucle ni una autointersección dentro de un segmento de curva. En segundo lugar, nunca genera cúspides dentro de un segmento de curva. En tercer lugar, sigue más estrictamente los puntos de control.

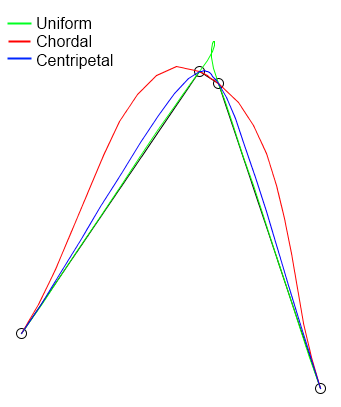
En esta figura, hay una autointersección/bucle en un spline de Catmull-Rom uniforme (verde), mientras que para el spline de Catmull-Rom cordal (rojo), la curva no sigue estrictamente los puntos de control

## Otros usos
En visión artificial, se ha utilizado el spline centrípeto de Catmull-Rom para formular un modelo activo para la segmentación. El método se denomina modelo de spline activo. El modelo está diseñado sobre la base del modelo de forma activo, pero utiliza un spline centrípeto de Catmull-Rom para unir dos puntos sucesivos (el modelo de forma activa utiliza una línea recta simple), de modo que el número total de puntos necesarios para representar una forma es menor. El uso del spline centrípeto de Catmull-Rom simplifica mucho el entrenamiento de un modelo de forma y permite una mejor manera de editar un contorno después de la segmentación.

## Ejemplo de código en Python
La siguiente es una implementación del spline de Catmull-Rom en Python, que produce el gráfico que se muestra a continuación.

Gráfico obtenido mediante el código de ejemplo en Python proporcionado anteriormente

```
import
 
numpy

import
 
matplotlib.pyplot
 
as
 
plt

QUADRUPLE_SIZE
:
 
int
=
 
4

def
 
num_segments
(
point_chain
:
 
tuple
)
 
->
 
int
:

    
# Hay 1 segmento por cada 4 puntos, por lo que se debe restar 3 al número de puntos. 

    
return
 
len
(
point_chain
)
 
-
 
(
QUADRUPLE_SIZE
 
-
 
1
)

def
 
flatten
(
list_of_lists
)
 
->
 
list
:

    
# P.ej. los puntos [[ 1, 2], [3], [4, 5]] to  [1, 2, 3, 4, 5] 

    
return
 
[
elem
 
for
 
lst
 
in
 
list_of_lists
 
for
 
elem
 
in
 
lst
]

def
 
catmull_rom_spline
(

    
P0
:
 
tuple
,

    
P1
:
 
tuple
,

    
P2
:
 
tuple
,

    
P3
:
 
tuple
,

    
num_points
:
 
int
,

    
alpha
:
 
float
=
 
0.5
,

):

    
"""

    Compute the points in the spline segment

    :param P0, P1, P2, and P3: The (x,y) point pairs that define the Catmull-Rom spline

    :param num_points: The number of points to include in the resulting curve segment

    :param alpha: 0.5 for the centripetal spline, 0.0 for the uniform spline, 1.0 for the chordal spline.

    :return: The points

    """

     
# Calcular t0 a t4. Luego, solo calcular los puntos entre P1 y P2.

     
# Reformar linspace para que se pueda multiplicar por los puntos P0 a P3

     
# y obtener un punto por cada valor de t.

    
def
 
tj
(
ti
:
 
float
,
 
pi
:
 
tuple
,
 
pj
:
 
tuple
)
 
->
 
float
:

        
xi
,
 
yi
=
 
pi

        
xj
,
 
yj
=
 
pj

        
dx
,
 
dy
=
 
xj
 
-
 
xi
,
 
yj
 
-
 
yi

        
l
=
 
(
dx
 
**
 
2
 
+
 
dy
 
**
 
2
)
 
**
 
0.5

        
return
 
ti
 
+
 
l
 
**
 
alpha

    
t0
:
 
float
=
 
0.0

    
t1
:
 
float
=
 
tj
(
t0
,
 
P0
,
 
P1
)

    
t2
:
 
float
=
 
tj
(
t1
,
 
P1
,
 
P2
)

    
t3
:
 
float
=
 
tj
(
t2
,
 
P2
,
 
P3
)

    
t
=
 
numpy
.
linspace
(
t1
,
 
t2
,
 
num_points
)
.
reshape
(
num_points
,
 
1
)

    
A1
=
 
(
t1
 
-
 
t
)
 
/
 
(
t1
 
-
 
t0
)
 
*
 
P0
 
+
 
(
t
 
-
 
t0
)
 
/
 
(
t1
 
-
 
t0
)
 
*
 
P1

    
A2
=
 
(
t2
 
-
 
t
)
 
/
 
(
t2
 
-
 
t1
)
 
*
 
P1
 
+
 
(
t
 
-
 
t1
)
 
/
 
(
t2
 
-
 
t1
)
 
*
 
P2

    
A3
=
 
(
t3
 
-
 
t
)
 
/
 
(
t3
 
-
 
t2
)
 
*
 
P2
 
+
 
(
t
 
-
 
t2
)
 
/
 
(
t3
 
-
 
t2
)
 
*
 
P3

    
B1
=
 
(
t2
 
-
 
t
)
 
/
 
(
t2
 
-
 
t0
)
 
*
 
A1
 
+
 
(
t
 
-
 
t0
)
 
/
 
(
t2
 
-
 
t0
)
 
*
 
A2

    
B2
=
 
(
t3
 
-
 
t
)
 
/
 
(
t3
 
-
 
t1
)
 
*
 
A2
 
+
 
(
t
 
-
 
t1
)
 
/
 
(
t3
 
-
 
t1
)
 
*
 
A3

    
points
=
 
(
t2
 
-
 
t
)
 
/
 
(
t2
 
-
 
t1
)
 
*
 
B1
 
+
 
(
t
 
-
 
t1
)
 
/
 
(
t2
 
-
 
t1
)
 
*
 
B2

    
return
 
points

def
 
catmull_rom_chain
(
points
:
 
tuple
,
 
num_points
:
 
int
)
 
->
 
list
:

    
"""

    Calculate Catmull-Rom for a sequence of initial points and return the combined curve.

    :param points: Base points from which the quadruples for the algorithm are taken

    :param num_points: The number of points to include in each curve segment

    :return: The chain of all points (points of all segments)

    """

    
point_quadruples
=
 
(
  
# Prepare function inputs

        
(
points
[
idx_segment_start
 
+
 
d
]
 
for
 
d
 
in
 
range
(
QUADRUPLE_SIZE
))

        
for
 
idx_segment_start
 
in
 
range
(
num_segments
(
points
))

    
)

    
all_splines
=
 
(
catmull_rom_spline
(
*
pq
,
 
num_points
)
 
for
 
pq
 
in
 
point_quadruples
)

    
return
 
flatten
(
all_splines
)

if
 
__name__
==
 
"__main__"
:

    
POINTS
:
 
tuple
=
 
((
0
,
 
1.5
),
 
(
2
,
 
2
),
 
(
3
,
 
1
),
 
(
4
,
 
0.5
),
 
(
5
,
 
1
),
 
(
6
,
 
2
),
 
(
7
,
 
3
))
  
# Red points

    
NUM_POINTS
:
 
int
=
 
100
  
# Density of blue chain points between two red points

    
chain_points
:
 
list
=
 
catmull_rom_chain
(
POINTS
,
 
NUM_POINTS
)

    
assert
 
len
(
chain_points
)
==
 
num_segments
(
POINTS
)
 
*
 
NUM_POINTS
  
# 400 blue points for this example

    
plt
.
plot
(
*
zip
(
*
chain_points
),
 
c
=
"blue"
)

    
plt
.
plot
(
*
zip
(
*
POINTS
),
 
c
=
"red"
,
 
linestyle
=
"none"
,
 
marker
=
"o"
)

    
plt
.
show
()

```

## Código ejemplo en Unity C#
```
using
 
UnityEngine
;

// a single catmull-rom curve

public
 
struct
 
CatmullRomCurve

{

	
public
 
Vector2
 
p0
,
 
p1
,
 
p2
,
 
p3
;

	
public
 
float
 
alpha
;

	
public
 
CatmullRomCurve
(
Vector2
 
p0
,
 
Vector2
 
p1
,
 
Vector2
 
p2
,
 
Vector2
 
p3
,
 
float
 
alpha
)

   
{

		
(
this
.
p0
,
 
this
.
p1
,
 
this
.
p2
,
 
this
.
p3
)
=
 
(
p0
,
 
p1
,
 
p2
,
 
p3
);

		
this
.
alpha
=
 
alpha
;

	
}

	
// Evaluates a point at the given t-value from 0 to 1

	
public
 
Vector2
 
GetPoint
(
float
 
t
)

    
{

		
// calculate knots

		
const
 
float
 
k0
=
 
0
;

		
float
 
k1
=
 
GetKnotInterval
(
p0
,
 
p1
);

		
float
 
k2
=
 
GetKnotInterval
(
p1
,
 
p2
)
 
+
 
k1
;

		
float
 
k3
=
 
GetKnotInterval
(
p2
,
 
p3
)
 
+
 
k2
;

		
// evaluate the point

		
float
 
u
=
 
Mathf
.
LerpUnclamped
(
k1
,
 
k2
,
 
t
);

		
Vector2
 
A1
=
 
Remap
(
k0
,
 
k1
,
 
p0
,
 
p1
,
 
u
);

		
Vector2
 
A2
=
 
Remap
(
k1
,
 
k2
,
 
p1
,
 
p2
,
 
u
);

		
Vector2
 
A3
=
 
Remap
(
k2
,
 
k3
,
 
p2
,
 
p3
,
 
u
);

		
Vector2
 
B1
=
 
Remap
(
k0
,
 
k2
,
 
A1
,
 
A2
,
 
u
);

		
Vector2
 
B2
=
 
Remap
(
k1
,
 
k3
,
 
A2
,
 
A3
,
 
u
);

		
return
 
Remap
(
k1
,
 
k2
,
 
B1
,
 
B2
,
 
u
);

	
}

	
static
 
Vector2
 
Remap
(
float
 
a
,
 
float
 
b
,
 
Vector2
 
c
,
 
Vector2
 
d
,
 
float
 
u
)

    
{

		
return
 
Vector2
.
LerpUnclamped
(
c
,
 
d
,
 
(
u
 
-
 
a
)
 
/
 
(
b
 
-
 
a
));

	
}

	
float
 
GetKnotInterval
(
Vector2
 
a
,
 
Vector2
 
b
)

    
{

		
return
 
Mathf
.
Pow
(
Vector2
.
SqrMagnitude
(
a
 
-
 
b
),
 
0.5f
 
*
 
alpha
);

	
}

}

```

```
using
 
UnityEngine
;

// Draws a catmull-rom spline in the scene view,

// along the child objects of the transform of this component

public
 
class
 
CatmullRomSpline
 
:
 
MonoBehaviour

{

	
[Range(0, 1)]

    
public
 
float
 
alpha
=
 
0.5f
;

	
int
 
PointCount
=>
 
transform
.
childCount
;

	
int
 
SegmentCount
=>
 
PointCount
 
-
 
3
;

	
Vector2
 
GetPoint
(
int
 
i
)
=>
 
transform
.
GetChild
(
i
).
position
;

	
CatmullRomCurve
 
GetCurve
(
int
 
i
)

    
{

		
return
 
new
 
CatmullRomCurve
(
GetPoint
(
i
),
 
GetPoint
(
i
+
1
),
 
GetPoint
(
i
+
2
),
 
GetPoint
(
i
+
3
),
 
alpha
);

	
}

	
void
 
OnDrawGizmos
()

    
{

		
for
 
(
int
 
i
=
 
0
;
 
i
 
<
 
SegmentCount
;
 
i
++
)

			
DrawCurveSegment
(
GetCurve
(
i
));

	
}

	
void
 
DrawCurveSegment
(
CatmullRomCurve
 
curve
)

    
{

		
const
 
int
 
detail
=
 
32
;

		
Vector2
 
prev
=
 
curve
.
p1
;

		
for
 
(
int
 
i
=
 
1
;
 
i
 
<
 
detail
;
 
i
++
)

        
{

			
float
 
t
=
 
i
 
/
 
(
detail
 
-
 
1f
);

			
Vector2
 
pt
=
 
curve
.
GetPoint
(
t
);

			
Gizmos
.
DrawLine
(
prev
,
 
pt
);

			
prev
=
 
pt
;

		
}

	
}

}

```

## Código ejemplo en Unreal C++
```
float
 
GetT
(
 
float
 
t
,
 
float
 
alpha
,
 
const
 
FVector
&
 
p0
,
 
const
 
FVector
&
 
p1
 
)

{

    
auto
 
d
=
 
p1
 
-
 
p0
;

    
float
 
a
=
 
d
|
d
;
 
// Dot product

    
float
 
b
=
 
FMath
::
Pow
(
 
a
,
 
alpha
*
.5f
 
);

    
return
 
(
b
 
+
 
t
);

}

FVector
 
CatmullRom
(
 
const
 
FVector
&
 
p0
,
 
const
 
FVector
&
 
p1
,
 
const
 
FVector
&
 
p2
,
 
const
 
FVector
&
 
p3
,
 
float
 
t
 
/* between 0 and 1 */
,
 
float
 
alpha
=
.5f
 
/* between 0 and 1 */
 
)

{

    
float
 
t0
=
 
0.0f
;

    
float
 
t1
=
 
GetT
(
 
t0
,
 
alpha
,
 
p0
,
 
p1
 
);

    
float
 
t2
=
 
GetT
(
 
t1
,
 
alpha
,
 
p1
,
 
p2
 
);

    
float
 
t3
=
 
GetT
(
 
t2
,
 
alpha
,
 
p2
,
 
p3
 
);

    
t
=
 
FMath
::
Lerp
(
 
t1
,
 
t2
,
 
t
 
);

    
FVector
 
A1
=
 
(
 
t1
-
t
 
)
/
(
 
t1
-
t0
 
)
*
p0
 
+
 
(
 
t
-
t0
 
)
/
(
 
t1
-
t0
 
)
*
p1
;

    
FVector
 
A2
=
 
(
 
t2
-
t
 
)
/
(
 
t2
-
t1
 
)
*
p1
 
+
 
(
 
t
-
t1
 
)
/
(
 
t2
-
t1
 
)
*
p2
;

    
FVector
 
A3
=
 
(
 
t3
-
t
 
)
/
(
 
t3
-
t2
 
)
*
p2
 
+
 
(
 
t
-
t2
 
)
/
(
 
t3
-
t2
 
)
*
p3
;

    
FVector
 
B1
=
 
(
 
t2
-
t
 
)
/
(
 
t2
-
t0
 
)
*
A1
 
+
 
(
 
t
-
t0
 
)
/
(
 
t2
-
t0
 
)
*
A2
;

    
FVector
 
B2
=
 
(
 
t3
-
t
 
)
/
(
 
t3
-
t1
 
)
*
A2
 
+
 
(
 
t
-
t1
 
)
/
(
 
t3
-
t1
 
)
*
A3
;

    
FVector
 
C
=
 
(
 
t2
-
t
 
)
/
(
 
t2
-
t1
 
)
*
B1
 
+
 
(
 
t
-
t1
 
)
/
(
 
t2
-
t1
 
)
*
B2
;

    
return
 
C
;

}

```